# 飯田美心
飯田 美心（いいだ みこ、1990年9月30日 - ）は、日本の起業家、元女優、元子役。神奈川県鎌倉市出身。元劇団ひまわり所属。

## 来歴・人物
- 1999年 - 8歳の頃にスカウトされて、「劇団ひまわり」と専属契約。
- 2002年 - ドラマ愛の詩『どっちがどっち!』（NHK教育）渋谷謙人とW主演[2]。
- 2006年 - ヒロミダンスカンパニーの20周年記念公演主役を最後に学業優先の為、芸能活動を休止。
- 2010年 - 大学中退後は、大手アパレル会社勤務し2019年まで、10年間勤務。販売や店舗運営、部下育成に従事。
- 勤務先から辞令を受け、ラフォーレ原宿店(森ビルGrのファッションビル)に出向。途中から、池袋店の店長も兼務し、4年間店長を勤めた[3]。
- 2019年 - 大手アパレル会社を退職し、企業家として活動開始。※仕事で培ったスキル(目標達成方法の指導)を軸としたライフコンサルト業である。

## 出演

### テレビドラマ
- ドラマ愛の詩シリーズ「どっちがどっち!主役、斉藤りりか役（2002年、NHK教育)

### CM
- 明治製菓・アポロ　こつぶチョコシリーズ・唄う女の子達・新発売（2001年2月9日～）
- 明治製菓・アポロ　こつぶチョコシリーズ・唄う女の子達（2001年10月4日～）

### 舞台/ミュージカル
- 2001年 - 「ココ・スマイル〜約束の金メダル」主役、ココ役
- 2001年 - アルゴミュージカル「スタート!」主役、初代役
- 2003年 - アルゴミュージカル「山に抱かれて-新・子猿物語」主役、ガリ役
- 2006年 - ヒロミダンスカンパニー20周年記念公演 主役、娘役

| スタブアイコン | サブスタブ | この項目は、まだ閲覧者の調べものの参照としては役立たない、俳優（男優・女優）に関連した書きかけの項目です。この項目を加筆・訂正などしてくださる協力者を求めています（P:映画/PJ芸能人）。 |